# V. Károly császár (Tiziano, 1548)
Az V. Károly császár Tiziano 1548-ban, Augsburgban festett képe (olaj, vászon, 205 x 121 cm). Jelenleg Münchenben, a Staatliche Pinakothek galériában látható.

## Története
Tiziano, mint V. Károly császár udvari portréfestője és személyes barátja  1533 után kétszer is hosszabb időt töltött Augsburgban, a császár udvarában. 

## A kép
Tiziano ezen a képen méltóságteljesen, de minden külső pompa nélkül mutatja meg a dísztelen fekete ruhába öltözött, fáradt és gondolkodó embernek ábrázolt uralkodót. A jellemábrázolás közvetlen erejét alátámasztja a kiegyensúlyozott kompozíció a vörös-fekete-arany színek telített pompájával, a függőleges és vízszintes vonalak szigorú rendjével.
A háttérben, Tizianóra jellemzően alkonyi táj látható.